# Episodi di Snowfall (quarta stagione)
La quarta stagione della serie televisiva Snowfall, è stata trasmessa in prima visione sul canale statunitense FX dal 24 febbraio al 21 aprile 2021. 
Invece in Italia viene trasmessa sul canale a pagamento Fox dal 18 aprile al 20 giugno 2021.
| nº | Titolo originale        | Titolo italiano        | Prima TV USA     | Prima TV Italia |
| -- | ----------------------- | ---------------------- | ---------------- | --------------- |
| 1  | Re-Entry                | Il ritorno di Franklin | 24 febbraio 2021 | 18 aprile 2021  |
| 2  | Weight                  | L'imboscata            | 24 febbraio 2021 | 25 aprile 2021  |
| 3  | All the Way Down        | Fino in fondo          | 3 marzo 2021     | 2 maggio 2021   |
| 4  | Expansion               | Espansione             | 10 marzo 2021    | 9 maggio 2021   |
| 5  | The Get Back            | La resa dei conti      | 17 marzo 2021    | 16 maggio 2021  |
| 6  | Say a Little Prayer     | Di' una preghierina    | 24 marzo 2021    | 23 maggio 2021  |
| 7  | Through a Glass, Darkly | Come in uno specchio   | 31 marzo 2021    | 30 maggio 2021  |
| 8  | Betrayal                | Tradimento             | 7 aprile 2021    | 6 giugno 2021   |
| 9  | Sleeping Dogs           | Cane mangia cane       | 14 aprile 2021   | 13 giugno 2021  |
| 10 | Flight or Flight        | Attacco o fuga         | 21 aprile 2021   | 20 giugno 2021  |